# رزا آرایش
رزا آرایش بازیگر سینما و تلویزیون اهل ایران است.

## زندگی
رزا آرایش متولّد ۱۳۴۶ در تهران، فارغ‌التحصیل مدیریت بازرگانی از دانشگاه آزاد اسلامی است. وی پس از گذراندن یک دوره شش‌ماهه بازیگری در تالار محراب فعالیت هنری را آغاز کرد. نخستین تجربه او بازی در فیلم «مسافر غریب» به کارگردانی یوسف جمادی عرب بود. از دیگر فعالیت‌های او می‌توان به بازی در نمایش و مجموعه سریال‌های تلویزیونی اشاره کرد.

## فیلم‌شناسی

### سینمایی
- تردید (۱۳۸۷)
- شام عروسی (۱۳۸۴)
- آیه‌های زمینی (۱۳۸۲)
- رأی باز (۱۳۸۱)
- نیمه پنهان (۱۳۸۰)
- جان‌سخت (۱۳۷۶)
- حرفه‌ای (۱۳۷۵)
- مسافر غریب (۱۳۷۲)

## تلویزیونی
| سال  | نام سریال        | کارگردان                                 | توضیحات             |
| ---- | ---------------- | ---------------------------------------- | ------------------- |
| ۱۳۷۰ | این خانه دور است | بیژن بیرنگمسعود رسام                     | شبکه ۲              |
| ۱۳۷۵ | یحیی و گلابتون   | اصغر آبگون                               | شبکه ۱              |
| ۱۳۷۵ | برگ سبز          | علی شوقیان                               | شبکه ۱              |
| ۱۳۷۶ | گل‌های آفتابگردان | مسعود شاه محمدی                          | شبکه ۱              |
| ۱۳۷۷ | عید آن سال‌ها     | سعید ابراهیمی فر                         | شبکه ۲              |
| ۱۳۷۷ | مرگ در سکوت      | شهریار پارسی پور                         | شبکه ۲              |
| ۱۳۷۷ | روزهای زندگی     | سیروس مقدم                               | شبکه ۳              |
| ۱۳۷۷ | معجزه نوروزی     | محرم زینال زاده                          | شبکه ۲ / نوروز ۱۳۷۸ |
| ۱۳۷۸ | فردا آفتابی است  | مسعود رشیدی                              | شبکه ۲              |
| ۱۳۷۹ | چراغ جادو        | همایون اسعدیان                           | شبکه ۱              |
| ۱۳۷۹ | آوایی در گلستان  | رامین لباسچی                             | شبکه ۱              |
| ۱۳۸۰ | نفس سنگ          | احمد بخشی                                | شبکه تهران          |
| ۱۳۸۲ | معما             | محمدرضا آهنجمسعود آب پرورحسین قاسمی جامی | شبکه ۲              |
| ۱۳۸۲ | سایه سکوت        | جواد افشار                               | شبکه ۱              |
| ۱۳۸۵ | ما چند نفر       | فیاض موسوی                               | شبکه ۱              |
| ۱۳۸۶ | خواستگاران       | گلاب آدینه                               | شبکه ۱              |
| ۱۳۸۶ | پریدخت           | سامان مقدم                               | شبکه ۲              |
| ۱۳۹۰ | شهر دقیانوس      | مهرداد خوشبخت                            | شبکه ۱              |